# مارون جایزان
مارون جایزان، روستایی از توابع بخش جایزان شهرستان امیدیه در استان خوزستان ایران است.

## جمعیت
این روستا در دهستان جایزان قرار دارد و براساس سرشماری مرکز آمار ایران در سال ۱۳۸۵، جمعیت آن ۱۴۸ نفر (۳۱خانوار) بوده‌است.